# Detmarckusen
Koordinaten: 51° 19′ 54″ N, 8° 41′ 2″ O
Detmarckusen oder Detmarckhusen ist eine Wüstung in der Gemarkung von Ottlar in der nordhessischen Gemeinde Diemelsee. Der Ort lag im Jahre 1537 bereits wüst und wurde 1541 letztmals urkundlich erwähnt.

## Geographische Lage
Der Ort lag auf etwa 600 Meter über Normalhöhennull etwa 2,5 Kilometer westlich von Ottlar und etwa 300 Meter östlich vom Dommelhof am  Dommel. Eine zum Ort bekannte Flurbezeichnung ist „Auf dem Menzighausen“.

## Geschichte
Der Ort findet geschichtlich nur selten Erwähnung. 1537 war „Detmarckhusen“ offensichtlich bereits verlassen, denn seine Feldmark wurde von Giebringhausen und Sudeck aus bewirtschaftet. Im Jahre 1541 wurde „Detmarckußen“ letztmals urkundlich erwähnt. Der Ort gehörte den Waldecker Grafen und war von Wolrad II. an seinen Kanzler Wendelin Colbecker verpfändet.